# Rodzina Duterte

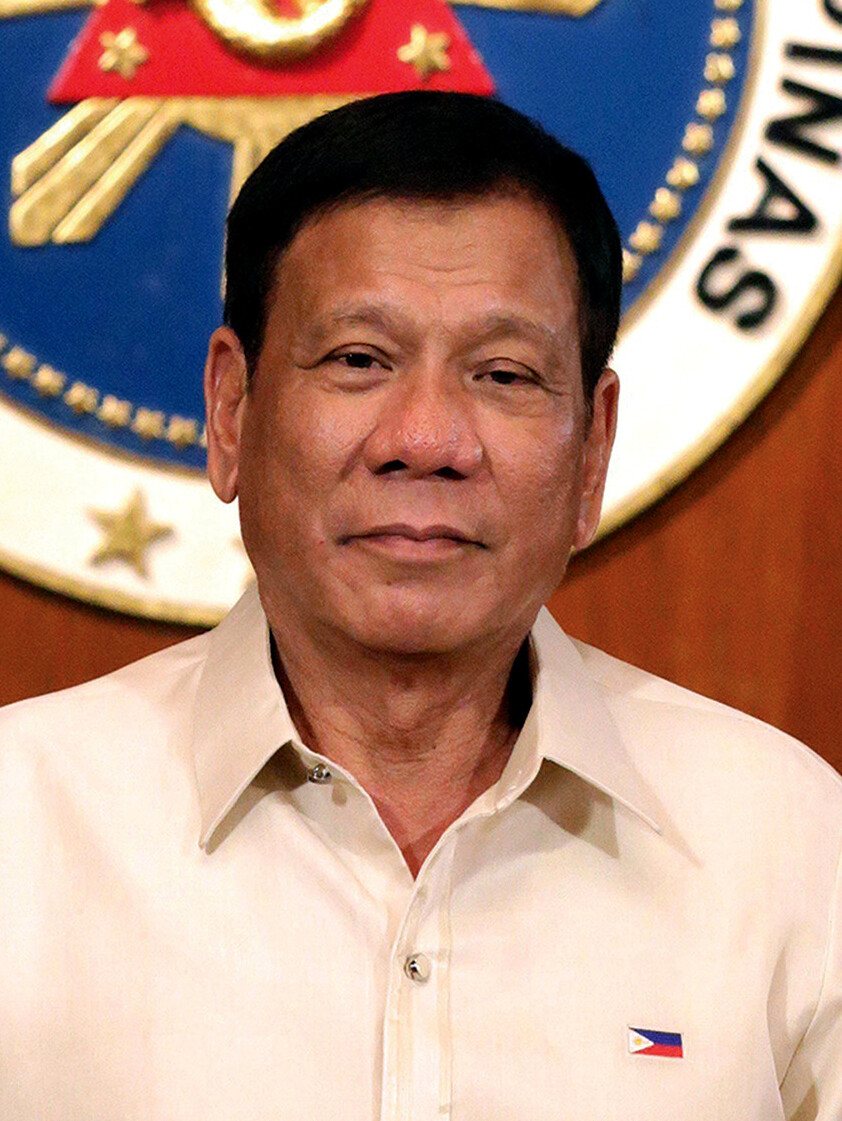
Rodrigo Duterte, prezydent Filipin między 2016 a 2022, najszerzej rozpoznawalny przedstawiciel rodziny Duterte

Rodzina Duterte – filipińska rodzina, znana przede wszystkim ze swojej obecności w życiu politycznym.
Pochodzi z prowincji Cebu, z którą to też związane są początki jej aktywności publicznej. Protoplastą rodziny był Facundo Duterte. Spośród jego pięciorga dzieci do życia publicznego weszło dwóch synów, Ronaldo oraz Vicente. Pierwszy pełnił funkcję zastępcy burmistrza, następnie zaś burmistrza miasta Cebu. Drugi swą karierę rozpoczynał również w rodzinnej prowincji, jako burmistrz miasta Danao. Po przeprowadzce na Mindanao w 1951 szybko zaczął budować wokół siebie regionalną sieć kontaktów. Został burmistrzem Davao, gubernatorem wciąż jeszcze niepodzielonej prowincji Davao, wreszcie wszedł do gabinetu prezydenta Ferdinanda Marcosa. Syn Ronaldo, Ronald Duterte był burmistrzem Cebu w latach 80. XX wieku.
Jedno z dzieci Vicente kontynuowało rodzinne tradycje polityczne, z silnym naciskiem na politykę regionalną. Stało się stopniowo najbardziej znaczącym członkiem rodziny biorącym udział w życiu publicznym. Rodrigo Duterte, bo o niego chodzi, został początkowo zastępcą burmistrza Davao. W 1988 wybrano go burmistrzem tego ośrodka miejskiego. Jako szef władz miejskich spędził tam łącznie 22 lata, w kilku odrębnych okresach. W 2016 został wybrany prezydentem kraju, mandat wykonywał przez pełną sześcioletnią kadencję, do 2022. Spośród dzieci Rodriga troje zaangażowało się w życie polityczne. Wszystkie z nich miały swój udział w rządzeniu rodzinnym Davao. Sara od 2022 pełni funkcje wiceprezydenta oraz ministra edukacji Filipin.
Na silne osadzenie rodziny Duterte w strukturach władzy archipelagu filipińskiego wpływ ma kilka czynników. Dynastie polityczne są integralną częścią systemów rządzących Filipinami od czasów hiszpańskiego panowania kolonialnego. Według niektórych badań od 70 do 80 procent polityków filipińskich na szczeblu tak regionalnym jak i krajowym wywodzi się właśnie z dynastii. Stała obecność Duterte w polityce wynika zatem z silnie zakorzenionych wzorców społecznych. Jako taka jest przynajmniej tolerowana przez większość Filipińczyków oraz aktywnie wspierana przez znaczącą liczebnie mniejszość populacji. Rodzina Duterte cieszy się bliskimi relacjami z rodem Osmeña z Cebu, jak również powiązana jest więzami krwi z rodziną Durano, także z Cebu. Poza tym, nie należy ona przy tym do tradycyjnej elity, nie ma przykładowo znaczących posiadłości ziemskich. Głos oddany zatem na jednego z jej przedstawicieli bywa często postrzegany przez wyborców jako głos protestu przeciwko zastałemu porządkowi.